# Главлит
 Тази статия е за съветския Главлит.  За българския цензурен орган вижте Главлит (България).  
Главлит (на руски: Главное управление по делам литературы и издательств) е институцията в Съветска Русия и Съветския съюз, която е натоварена и се занимава с цензурирането на литературата и издателствата.
Главлит осъществява идеологическата комунистическа цензура и опазването на съветската държавна тайна.
|  | Тази страница частично или изцяло представлява превод на страницата „Главное управление по делам литературы и издательств“ в Уикипедия на руски. Оригиналният текст, както и този превод, са защитени от Лиценза „Криейтив Комънс – Признание – Споделяне на споделеното“, а за съдържание, създадено преди юни 2009 година – от Лиценза за свободна документация на ГНУ. Прегледайте историята на редакциите на оригиналната страница, както и на преводната страница, за да видите списъка на съавторите. ВАЖНО: Този шаблон се отнася единствено до авторските права върху съдържанието на статията. Добавянето му не отменя изискването да се посочват конкретни източници на твърденията, които да бъдат благонадеждни. |